# Llicència de programari

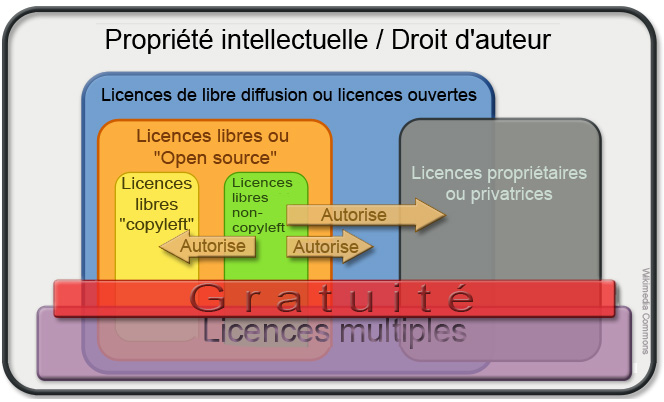
Fig.1 Esquema de llicències de programari : quan més a l'esquerra més drets per l'usuari i quan més a la dreta més drets per l'autor

Una llicència de programari és un contracte entre l'autor/titular dels drets d'explotació/distribuïdor i l'usuari professional o empresa del programa informàtic, per fer servir el programari complint una sèrie de termes i condicions establertes dins de les seves clàusules.
Les llicències de programari poden establir entre altres coses: la cessió de determinats drets del propietari a l'usuari final sobre una o diverses còpies del programa informàtic, els límits en la responsabilitat per fallades, el termini de cessió dels drets, l'àmbit geogràfic de validesa del contracte i fins i tot poden establir determinats compromisos de l'usuari final cap al propietari, tals com la no cessió del programa a tercers o la no reinstal·lació del programa en equips diferents del que es va instal·lar originalment.

## Tipus de llicència
Una llicència oferix declaracions legalment vinculants sobre els drets d'autor, la distribució i l'ús del programari. En la majoria de països, la jurisdicció contempla que si un contingut, codi o programari no disposa d'una declaració expressa per part de l'autor, automàticament passa disposar de drets d'autor, amb tots els drets reservats, per tal de protegir-lo. El concepte de drets d'autor no s'aplica a la informàtica fins a l'any 1974.
En principi, un programari disposa de drets d'autor en disposar d'una llicència de programari de propietat o en no haver fet explícita una llicència. El desenvolupador pot renunciar a part o a la totalitat de la propietat intel·lectual, en aquests casos s'acostuma a acollir a llicències de programari lliure o de codi obert. També hi ha la possibilitat d'accedir a una llicència Dedicació a Domini Públic (CC0), que ofereix la màxima renúncia per part del desenvolupador encara que pot comportar problemes de patents per a l'usuari, la mateixa Creative Commons desenvolupadora de la llicència CC0 desaconsella l'ús d'aquesta per a programari.
|                                                                           |                                                      |
| Logotip que indica que una obra o programari té drets d'autor (copyright) | Logotip emprat per representar la llicència copyleft |
| Dona protecció a l'autor                                                  | Dona llibertat a l'usuari                            |
| S'ha vinculat al món conservador                                          | S'ha vinculat al món lliberal                        |

### Programari lliure
Des de la Free Software Foundation s'ha promogut el programari lliure posant l'èmfasi en el grau de llibertat que té l'usuari. Perquè un programari sigui lliure ha de facilitar en la llicència 4 llibertats:
- Llibertat de ser emprat per al propòsit que es vulgui.
- Accés al codi, llibertat d'estudiar-lo i canviar-lo.
- Llibertat per a redistribuir el programari.
- Llibertat per a redistribuir el programari canviat.

De l'exposat fins ara s'ha d'advertir que el programari lliure exigeix les quatre llibertats per a l'usuari final, però no necessàriament és gratuït.
Des de mitjans de la dècada de 1990, la Free Software Foundation ha enfocat els seus esforços en facilitar una llicència per a programari lliure que garanteixi que en modificar el programari continuï essent lliure. El resultat són les llicències de tipus copyleft, essent la més coneguda la Llicència Pública General de GNU (GNU GPL v3). Les llicències copyleft garanteixen que el programari modificat no retalla llibertats respecte al programari original del primer autor. Les llicències copyleft es mostren com les oposades a les llicències amb copyright. Una llicència copyleft sembla que es va emprar per primera vegada a la dècada de 1970 en Tiny BASIC, una versió gratuïta del llenguatge de programació basic escrita pel Dr. Li Chen Wang.

### Codi Obert

Aquest diagrama de Venn exemplifica la relació entre software gratuït i el programari FOSS: Segons David Rosen de Wolfire Games el 2010, el programari FOSS (taronja) és sovint gratuït, però no sempre. El programari gratuït (verd) poques vegades mostra el codi font.

Des de la Open Source Initiative s'ha promogut les llicències de codi obert que se centren en cobrir el programari que es posa a disposició pública tant pel que fa al codi font, la capacitat de modificar-lo i compartir-lo. El resultat són llicències que assoleixen els mateixos resultats o molt similars a les promocionades des de la Free Software Foundation. L'Open Source Initiative transcriu la Debian Free Software Guidelines per a definir el codi obert a The Open Source Definition. De manera resumida, un programari és de codi obert si compleix:
- Redistribució gratuïta.
- Inclusió del codi font.
- Permet modificacions i els treballs derivats, i permet que es distribueixi sota les mateixes condicions.
- Integritat del codi font de l'autor (com a compromís).
- No hi pot haver discriminació contra persones o col·lectius.
- No hi pot haver discriminació en el camp d'aplicació, com l'ús comercial.
- La llicència és d'aplicació a tothom a qui es redistribueixi.
- La llicència no ha de dependre del programari de distribució. Totes les parts redistribuïdes des d'un programari han de tenir els mateix tractament que el que s'ha concedit conjuntament amb la distribució del programari original.
- La llicència no ha de restringir altres programaris.
- La llicència s'ha de considerar tecnològicament neutral, sense restriccions per a tecnologies ni interfícies particulars.

Altre cop el programari de codi obert no és necessàriament gratuït i en aquest cas hi ha una clàusula que ho posa de manifest. Les llicències que caracteritzen el programari de codi obert són les anomenades permissives. La característica més peculiar de les llicències permissives és que permeten derivacions del programari de codi obert sota llicència privada. Persegueixen les mínimes restriccions per a l'usuari, sovint la restricció més rellevant es que el programari ha d'esser distribuït amb reconeixement per al desenvolupador. Tot i això hi ha més de 200 llicències de codi obert.
Quan un programari compleix les 4 llibertats del programari lliure i les 10 clàusules del codi obert es pot anomenar FOSS o FLOSS.

### Llicències privades
Entre les llicències privades hi ha distincions ben clares:
Un programari gratuït (Freeware) és aquell que és distribueix sense cost, normalment amb propòsits publicitaris.
Un programari és Freemium quan disposa d'una part gratuïta i una part de pagament. El propòsit és comercial.
Un programari de prova (shareware) és aquell que passat un temps d'ús s'ha de pagar per ell o desinstal·lar-lo.
El programari de propietat destaca per les seves restriccions d'ús, distribució i copyright.
El programari sota secret comercial (Trade secret), s'empra per diferents motius. L'usuari habitual és la petita empresa que desenvolupa programari ràpidament i considera el programari més protegit sota aquesta llicència, però també perquè resulta més barata que les llicències de programari de propietat.

### Programari sense llicència
El programari sota domini públic és aquell desproveït de drets d'autor, marca registrada o patent.
Com s'ha dit al principi el programari que no disposa de llicència, segons sigui la legislació vigent, pot ser considerat com a privat.

## Drets de les llicències

Aquest logotip representa els drets d'autor. En la taula queda associat al programari de propietat.

FOSS és un acrònim de (Free and Open Source Software) per tant de programari de codi obert i programari lliure. Des de la Free Software Foundation es reclama que s'empri l'acrònim (Free/Libre and Open Source Software) FLOSS, on Libre aclareix que Free fa referència a llibertat no a gratuïtat i perquè resulta més equilibrat en la construcció de l'acrònim.

Aquest logotip representa a la Open Source Initiative organització sense ànim de lucre fundada el 1998, responsable del programari de codi obert. En la taula s'empra per representar les llicències de programari permissives.

La majoria del programari que es distribueix es pot classificar segons els 6 tipus de llicència analitzats a la taula de sota.
| Llicències de programari | Llicències de programari                            | Llicències de programari                                             | Llicències de programari                                                    | Llicències de programari            | Llicències de programari | Llicències de programari      |
| Drets cedits             | Domini públic                                       | FOSS no protectiu Permissiu (Codi obert)                             | FOSS protectiu Copyleft (Programari lliure)                                 | Freeware Shareware Freemium         | De propietat             | Secret comercial              |
| ------------------------ | --------------------------------------------------- | -------------------------------------------------------------------- | --------------------------------------------------------------------------- | ----------------------------------- | ------------------------ | ----------------------------- |
| Drets d'autor            | No                                                  | Sí                                                                   | Sí                                                                          | Sí                                  | Sí                       | Sí                            |
| Dret d'ús                | Sí                                                  | Sí                                                                   | Sí                                                                          | Sí                                  | Sí                       | No                            |
| Dret de Visualització    | Sí                                                  | Sí                                                                   | Sí                                                                          | Sí                                  | Sí                       | SÍ                            |
| Dret de còpia            | Sí                                                  | Sí                                                                   | Sí                                                                          | Sovint                              | No                       | No                            |
| Dret a modificar         | Sí                                                  | Sí                                                                   | Sí                                                                          | No                                  | No                       | No                            |
| Dret a distribuir        | Sí                                                  | Sí, sota la mateixa llicència                                        | Sí, sota la mateixa llicència                                               | Sovint                              | No                       | No                            |
| Dret a subllicenciar     | Sí                                                  | Sí                                                                   | No                                                                          | No                                  | No                       | No                            |
| Filosofia                | A disposició del públic. Exonerat de drets d'autor. | Similar i posterior al copyleft. Mínimes restriccions per a l'usuari | Accés al codi i més. Metodologia en el desenvolupament i entrega al públic. | Propòsits publicitaris o comercials | Propòsits comercials     | Diferents motius              |
| Exemples                 | SQLite, ImageJ                                      | Apache web server, ToyBox                                            | Linux kernel, GIMP                                                          | Irfanview, Winamp                   | Windows, Half-Life 2     | Server-side World of Warcraft |
| Drets d'autor            |                                                     |                                                                      |                                                                             |                                     |                          |                               |

Sota el terme FOSS hi ha dos tipus de llicència molt similars però, amb una diferència fonamental. Ambdues estan protegides per drets d'autor, també ens permeten copiar, modificar i redistribuir el programari. Poden requerir l'atribució del programari al desenvolupador. La diferència principal és que les permissives permeten la distribució sota una llicència de propietat, mentre que les anomenades llicències Copyleft obliguen a redistribuir el programari sota la mateixa llicència.
Per contradictori que sembli el programari Copyleft empra un marc legal heretat dels drets d'autor per a conservar la llibertat d'utilitzar, modificar, ampliar i redistribuir programari i al seu codi font. Un requisit fonamental és que qualsevol obra derivada s'ha de distribuir en els mateixos termes de la llicència original. Com a conseqüència d'aquest requisit, les llicències copyleft es consideren llicències "restrictives", encara que aquestes restriccions garanteixen l'accés obert. Creative Commons disposa d'una llicència molt similar, l'anomenada ShareAlike (compartigual).
El programari de propietat acostuma a imposar limitacions d'ús del programari com no disposar d'accés al codi, no permetre la distribució ni la modificació, limitació a una única copia en utilització i es pot fins i tot delimitar la zona geogràfica d'ús. Sovint inclou limitacions de responsabilitat, garanties, exempció de responsabilitat de garantia i indemnització si amb el programari s'infringeix els drets de propietat intel·lectual de qualsevol persona.

## Algunes llicències de programari
- GPL
- LGPL
- Llicència CDDL
- Llicència BSD
- Llicència Pública General de NetHack